# 河南柴油机重工
河南柴油机重工有限责任公司是中国船舶行业船用高速大功率柴油机专业制造厂，位于中华人民共和国河南省洛阳市，隶属于中国船舶集团。该公司前身为河南柴油机厂（简称“河柴”），又称国营第四〇七厂，始建于1958年5月，是中国一五计划156项重点工程之一，国家大型一类企业，中华人民共和国第一个船用高速柴油机厂，唯一的轻型高速大功率柴油机研制生产基地。
河柴拥有世界领先水平的中、高速大功率内燃机制造技术，是河南省高新技术企业，拥有河南省高速大功率柴油机工程技术研究中心、国家认定企业技术中心和国家认定CNAS实验室。